# Christmas Means Love
Christmas Means Love är ett julalbum av Joan Osborne, släppt 2005.

## Låtlista
1. Christmas Means Love
2. Santa Claus Baby
3. Away in a Manger
4. Christmas Must Be Tonight
5. Cherry Tree Carol
6. Christmas in New Orleans
7. Children Go Where I Send Thee
8. Angels We Have Heard on High
9. What Do Bad Girls Get?
10. Great Day in December
11. Silent Night (Stille Nacht! Heilige Nacht!)